# تدرج كاليج
تدرج كاليج (الاسم العلمي Lophura leucomelanos)، طائر من الدجاجيات وفصيلة التدرجية ويتبع جنس ترار. يوجد في الغابات والأدغال، وخاصة على سفوح جبال الهيمالايا، موطنه يمتد من باكستان إلى غرب تايلاند.